# Eric Miyashiro
Eric Miyashiro (japanisch エリック ミヤシロ oder エリック宮城; * 13. Juli 1963 in Honolulu, Hawaii) ist ein in den Vereinigten Staaten geborener Trompeter japanischer Abstammung.

## Leben
Eric Miyashiro ist der Sohn eines japanischen Amerikaners zweiter Generation und einer Japanerin. Seine Mutter war eine Tänzerin aus Tokyo, sein Vater war Trompeter und in dieser Rolle Mitglied der Royal Hawaiian Band. Zudem hatte er eine eigene Jazz-Combo, spielte auch Keyboard, Kontrabass sowie Vibraphon und arrangierte. Dennoch erhielt Eric Miyashiro von ihm keinen Trompetenunterricht, sondern erlernte das Instrument ab der 5. Jahrgangsstufe autodidaktisch. Er wuchs auf Hawaii auf.
Nach Absolvieren der High School in Boston erhielt er 1982 ein Stipendium des Berklee College of Music. Nach zwei Jahren schloss er sich aber der Buddy Rich Big Band an, mit der er sieben Jahre auftrat. Zeitweise erhielt er Unterricht u. a. von Bobby Shew, Chuck Findley, Allen Vizzutti, Doc Severinsen und Maynard Ferguson.
Miyashiro ist auch Komponist, Arrangeur und Musiklehrer, tritt aber hauptsächlich als Solist mit klassischem Orchester oder mit Jazz-Formationen auf. Im Jahr 1995 stellte er die EM Band zusammen. Im Jahr 2013 wurde er Musikdirektor des Blue Note Tokyo All Star Jazz Orchestra.
Miyashiro ist Professor für Trompete an der Shōwa Academia Musicae und Gastprofessor an der Musikhochschule Senzoku Gakuen sowie an der Kunitachi-Musikhochschule. Seit 1990 lebt er in Japan.

## Diskografie
Alben
- 2000: Kick Up
- 2003: City of Brass
- 2006: Times Square Live at STB 139
- 2008: Pleiades – Tribute to Maynard Ferguson
- 2010: Skydance